# 早野宏史
早野 宏史（はやの ひろし、1955年11月14日 - ）は、神奈川県川崎市出身の元サッカー選手、サッカー指導者、解説者。

## 来歴
神奈川県立生田高等学校を経て、中央大学法学部政治学科を卒業。1978年、のちに横浜F・マリノスの母体となる日産自動車サッカー部に加入。小柄だがスピードに乗ったドリブル突破とゴール近くで得点感覚に優れたFWとして活躍した。中央大学時代の後輩金田喜稔、その金田の高校時代の後輩木村和司とともに、当時日産ターボトリオと称される。
12年間の現役選手生活を経て1987年から日産サッカー部の下部組織である日産ファーム（現在のサテライトチーム）、日産ユース、日産FCレディースなどで監督として指導者の下積みを送った。1992年のJリーグ開幕とともにマリノスのコーチに就任。1993年からはWOWOWでのセリエA解説も始めた。1995年にS級ライセンスを取得。同年シーズンの途中から監督に昇格しその年のリーグ戦を制覇した。しかし、翌年は、前年の様な結果を残せずシーズン終了後に解任された。
1996年に解任後はNHK衛星放送のJリーグ中継とWOWOWのヨーロッパサッカー中継で解説を担当。NHKでは他に『サタデースポーツ』（総合テレビ）のサッカーコメンテーターとしてレギュラー出演していた。
1999年からガンバ大阪の監督を務めた。2001年のセカンドステージ途中に成績不振を理由に解任された。2002年から再びサッカー解説者としてNHK衛星放送、WOWOWで活動した後、2004年7月、柏レイソルが成績不振を理由に前監督を解任したのに伴い新監督として就任。しかし半年でチームは立て直せず最下位。幸いこの年はJ1チームを16チームから18チームに増やすのに伴い、例年のように自動降格ではなくJ1最下位とJ2・3位との入れ替え戦があった。J2のアビスパ福岡とのJ1・J2入れ替え戦で2勝して残留を決めた。しかし、選手らが「決まり事がほとんど無い」と語るほど規律の無かったチームは翌2005年も低迷を続け、結局、年間16位で2年連続のJ1・J2入れ替え戦（相手はヴァンフォーレ甲府）に回る。入れ替え戦を連敗したチームはJ2降格、この責任を取って監督を辞任した。
その後NHKサッカー解説を経て、2007年、古巣横浜F・マリノスで監督として現場復帰を果たしたが、好不調の差が大きく現れたシーズンとなった。最終的に前年を上回る7位でリーグ戦を終了したが、目標の3位以内に届かなかったため、契約更新されず、天皇杯終了後にコーチの水沼貴史、高橋真一郎、武藤覚らも辞任（事実上の解任）。
2008年から再びNHKサッカー解説者に復帰した。
個性的なダジャレを交えたサッカー解説で知られる。渾名は早野凡平が由来の「ボンさん」。
2019年4月より、秋田市のノースアジア大学サッカー部総監督および同大学経済学部非常勤講師に就任した
2024年、同大サッカー部の総監督を退任し、AC長野パルセイロ・アカデミーアドバイザーに就任。

## 個人成績
| 国内大会個人成績 | 国内大会個人成績 | 国内大会個人成績 | 国内大会個人成績 | 国内大会個人成績 | 国内大会個人成績 | 国内大会個人成績 | 国内大会個人成績 | 国内大会個人成績 | 国内大会個人成績 | 国内大会個人成績 | 国内大会個人成績 |
| 年度             | クラブ           | 背番号           | リーグ           | リーグ戦         | リーグ戦         | リーグ杯         | リーグ杯         | オープン杯       | オープン杯       | 期間通算         | 期間通算         |
| 年度             | クラブ           | 背番号           | リーグ           | 出場             | 得点             | 出場             | 得点             | 出場             | 得点             | 出場             | 得点             |
| 日本             | 日本             | 日本             | 日本             | リーグ戦         | リーグ戦         | JSL杯            | JSL杯            | 天皇杯           | 天皇杯           | 期間通算         | 期間通算         |
| ---------------- | ---------------- | ---------------- | ---------------- | ---------------- | ---------------- | ---------------- | ---------------- | ---------------- | ---------------- | ---------------- | ---------------- |
| 1978             | 日産             |                  | JSL2部           |                  | 3                |                  |                  |                  |                  |                  |                  |
| 1979             | 日産             | 8                | JSL1部           |                  |                  |                  |                  |                  |                  |                  |                  |
| 1980             | 日産             | 8                | JSL1部           |                  |                  |                  |                  |                  |                  |                  |                  |
| 1981             | 日産             | 8                | JSL2部           |                  | 3                |                  |                  | 2                | 2                |                  |                  |
| 1982             | 日産             | 8                | JSL1部           | 18               | 2                |                  |                  |                  |                  |                  |                  |
| 1983             | 日産             | 8                | JSL1部           | 8                | 0                | 2                | 0                | 2                | 1                | 12               | 1                |
| 1984             | 日産             | 8                | JSL1部           | 8                |                  |                  |                  |                  |                  |                  |                  |
| 1985             | 日産             | 8                | JSL1部           |                  |                  |                  |                  |                  |                  |                  |                  |
| 通算             | 日本             | 日本             | JSL1部           | 79               | 4                |                  |                  |                  |                  |                  |                  |
| 通算             | 日本             | 日本             | JSL2部           |                  | 6                |                  |                  |                  |                  |                  |                  |
| 総通算           | 総通算           | 総通算           | 総通算           |                  | 10               |                  |                  |                  |                  |                  |                  |

## 監督成績
| 年度 | 所属 | クラブ         | リーグ戦 | リーグ戦 | リーグ戦 | リーグ戦 | リーグ戦 | リーグ戦 | カップ戦   | カップ戦      |
| 年度 | 所属 | クラブ         | 順位     | 試合     | 勝点     | 勝利     | 引分     | 敗戦     | ナビスコ杯 | 皇后杯/天皇杯 |
| ---- | ---- | -------------- | -------- | -------- | -------- | -------- | -------- | -------- | ---------- | ------------- |
| 1990 | JLSL | 日産レディース | 4位      | 15       | 11       | 3        | 5        | 7        | -          | 1回戦         |
| 1991 | JLSL | 日産レディース | 5位      | 18       | 20       | 10       | 0        | 8        | -          | 準決勝        |
| 1995 | J    | 横浜M          | 優勝     | 36       | -        | 21       | -        | 15       | -          | 2回戦         |
| 1996 | J    | 横浜M          | 8位      | 30       | -        | 14       | -        | 16       | -          | 3回戦         |
| 1999 | J1   | G大阪          | -        | 15       | 15       | 5        | 1        | 9        | -          | 4回戦         |
| 2000 | J1   | G大阪          | 6位      | 30       | 45       | 15       | 2        | 13       | 2回戦      | 準決勝        |
| 2001 | J1   | G大阪          | -        | 23       |          | 0        | 1        | 4        | 2回戦      | -             |
| 2004 | J1   | 柏             | -        | 15       | 13       | 2        | 7        | 6        | -          | 4回戦         |
| 2005 | J1   | 柏             | 16位     | 34       | 35       | 8        | 11       | 15       | 予選リーグ | 5回戦         |
| 2007 | J1   | 横浜FM         | 7位      | 34       | 50       | 14       | 8        | 12       | 準決勝     | 5回戦         |

- 1995年は、参加14チームで年間4回の総当たり制（前後期制の2回ずつ）。
1stステージ第16節までソラリが11勝5敗。早野は残り10戦で6勝4敗、チャンピオンシップ2勝。
- 1996年は、参加16チームの年間2回の総当り制で1シーズン制。
- 2001年は、2ndステージ第8節まで2勝1分5敗（後任の竹本監督代行は7試合3勝1分3敗）。
- 2004年は、入れ替え戦で勝利してJ1残留。
- 2005年より、ステージ制を廃止し、1シーズン制を採用している。
- 2005年は、入れ替え戦で敗北してJ2降格。

## その他
- セガサターンソフト『日本代表チームの監督になろう!』の試合パートに解説として登場。「ゴールネットが泣いてますよ、ぜんぜん仕事が出来ないって。。」など。
- PlayStationソフト『ワールドサッカー実況ウイニングイレブン4』の試合パートに解説として登場。